# Sergio Bonelli Editore
Sergio Bonelli Editore S.P.A. è una casa editrice italiana di fumetti operante dagli anni quaranta sotto altre denominazioni.
È leader del settore in Italia, vendendo mensilmente oltre 500 000 copie delle serie regolari mensili (dati di aprile 2014). Fondata da Giovanni Luigi Bonelli nel 1940 come Redazione Audace, venne ceduta nel 1945 all'ex moglie Tea Bertasi. Come Editrice Audace prima e sotto altre sigle poi, pubblicherà alcuni dei più importanti e longevi personaggi del fumetto italiano, entrati nell'immaginario collettivo, come Tex Willer, Piccolo Ranger, Zagor, Dylan Dog e Nathan Never.

## Storia
Nel corso degli anni la casa editrice ha assunto diversi nomi:
- Redazione Audace (dal 1941 al 1946)
- Edizioni Audace (dal 1946 al 1957)
- Edizioni Araldo (dal 1957 al 1968)
- Editoriale CEPIM (dal 1969 al 1974)
- Editoriale Daim Press (dal 1974 al 1988)
- Altamira (dal 1976 al 1980)
- Edizioni L'Isola Trovata (dal 1982 al 1988)
- Sergio Bonelli Editore (dal 1988)

### Dalla fondazione al dopoguerra
Giovanni Luigi Bonelli, sceneggiatore e futuro ideatore di Tex Willer, nel 1940 rilevò dalla Arnoldo Mondadori Editore la testata L'Audace fondando una propria piccola casa editrice nota come Redazione Audace, nucleo fondante di quella che sarà la Sergio Bonelli Editore, diretta inizialmente da Enver Bongrani. Il primo numero della gestione di Bonelli è il 331, datato 18 gennaio 1941 e realizzato cambiandone la formula da giornale, che pubblicava più storie a puntate, a quella di albo con un'unica storia completa. Il personaggio di punta della testata è Furio Almirante, scritto da Bonelli e disegnato prima da Carlo e poi da Vittorio Cossio. L'altro personaggio di successo sarà Capitan Fortuna di Rino Albertarelli, pubblicato nel 1942 su una serie di supplementi. La serie principale venne poi affiancata dall'Albo d'oro Audace, pubblicato dal 1943 al 1945 per 15 numeri. L'Audace, che dal n. 385 del 13 febbraio 1942 aveva mutato nome in Albo Audace, chiuderà nel 1944 con il n. 467.
Finita la guerra, Gianluigi Bonelli si separa dalla moglie Tea Bertasi e le cede la casa editrice, ora denominata Edizioni Audace, rimanendone collaboratore freelance. Tea - che secondo il figlio Sergio non aveva mai letto un fumetto prima del 1946 - divenne così editrice, dimostrando notevoli qualità imprenditoriali. Nel 1945, sotto la sua guida, venne varata una nuova collana, l'Audace, che ristampò inizialmente storie già edite nell'omonima testata nel periodo 1940/41 come Furio e Capitan Fortuna, per poi continuare con avventure inedite. La sede della casa editrice in questo periodo è presso la residenza di Tea Bertasi, dove vive anche il figlio Sergio, che inizia così la sua gavetta con mansioni varie come il fattorino e il magazziniere.
Presto si creerà la necessità di pubblicare nuovo materiale e così l'editore si assicura la collaborazione di importanti autori come Franco Baglioni, che nel 1947 realizzerà Frisco Bill disegnato da Guido Zamperoni, dell'ex marito Bonelli, che nel 1946 realizza Ipnos disegnato da Gino Cossio, Paolo Piffarerio e da Guido Da Passano, Mario Uggeri e Roy D'Amy.
Nel 1948 il disegnatore Aurelio Galleppini inizia a collaborare con l'editore realizzando la serie Occhio Cupo, sempre scritta da Bonelli, che era stata pensata per il rilancio della casa editrice e sulla quale erano riposte molte speranze; la serie venne edita nella collana Serie d'Oro Audace, in un formato più grande delle consuete serie a striscia. Contemporaneamente, la coppia di autori diede vita anche al personaggio di Tex Willer, che esordì lo stesso anno, inizialmente senza riscuotere grande successo, ma comunque meglio di Occhio Cupo, la cui serie venne interrotta dopo solo sei numeri.

### Anni cinquanta
Negli anni successivi la produzione della casa editrice è particolarmente fiorente facendo esordire nuovi personaggi come Plutos (1949), I Tre Bill (1952), Rio Kid (1951), Il Cavaliere Nero e Yuma Kid (entrambi del 1953), El Kid (1955), Hondo (1956) e Kociss (1958), scritti da Bonelli e Mani in alto! (1950), Gordon Jim (1950) e Il Sergente York (1954), realizzati da Roy D'Amy. Le serie di questi personaggi vennero pubblicate generalmente in apposite collane come Zenit, Arco o Audace, nel tradizionale formato a strisce.
Nel 1953 esordì la Collana Capolavori con le riduzioni a fumetti di classici della letteratura scritte da Bonelli e disegnate da Galleppini e Dino Battaglia e che verranno poi ristampati nel 1960 in una collana omonima; nello stesso anno esordì anche la Collana del Trifoglio con riduzioni a fumetti di fiabe. Ma furono entrambi esperimenti di breve durata.
Nel 1957 la direzione passa da Tea Bonelli al figlio Sergio, figlio di Gian Luigi, già attivo nella casa editrice come sceneggiatore con lo pseudonimo di Guido Nolitta con la serie Un ragazzo nel Far West. L'azienda assume la nuova denominazione di Edizioni Araldo nel 1960 e, nel corso degli anni, assumerà, talvolta contemporaneamente, altre diverse denominazioni come Cepim, Daim Press e Altamira.
Dalla fine degli anni cinquanta la Bonelli adottò un nuovo formato elaborandolo a partire dal formato a strisce, ideando uno standard che da essa prese il nome, il formato Bonelli, con albi in bianco e nero, con vignette su tre strisce e con circa un centinaio di pagine, che verrà poi usato anche da altre case editrici.
Negli anni cinquanta si consolida il successo della serie di Tex Willer, creata nel 1948 da Bonelli e Galleppini, i quali rimarranno legati al personaggio realizzandone le storie per tutta la vita. La serie era pubblicata inizialmente nel formato a strisce; nel 1952 ci fu la prima ristampa cronologica della serie in un formato nato rimontando tre strisce per tavola; nel 1958 esordì una seconda ristampa con le stesse caratteristiche, Tex Gigante, il cui successo convinse l'editore a farla diventare la serie dove continuare la pubblicazione delle storie inedite una volta conclusa la ristampa di quelle precedenti, sostituendo quindi la collana a strisce nella pubblicazione delle storie inedite; il formato verrà poi adottato anche per le altre testate della Bonelli. Altro grande successo del periodo è la serie del Piccolo Ranger, personaggio ideato nel 1958 da Andrea Lavezzolo e dal disegnatore Francesco Gamba e ritenuta una delle più riuscite serie western a fumetti, pubblicata anche all'estero; la serie si concluse nel 1985.

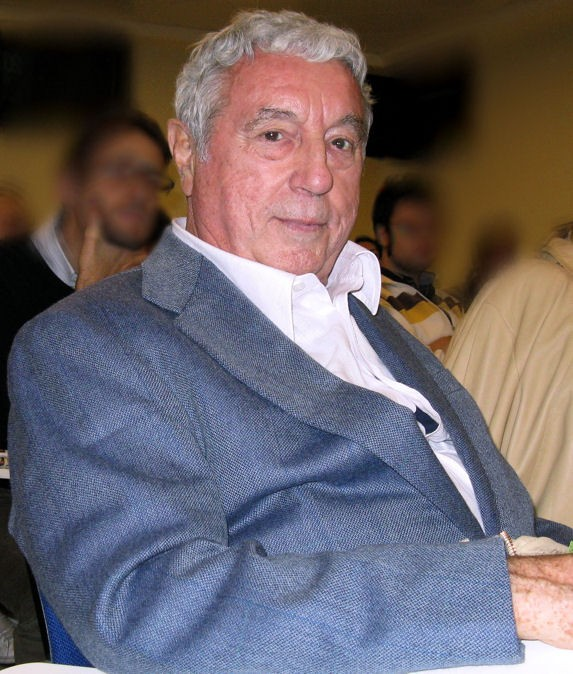
Sergio Bonelli a Lucca Comics, ottobre 2009

### Anni sessanta e settanta
Nel 1961 esordisce uno dei personaggi più famosi della casa editrice, Zagor, creato da Sergio Bonelli e pubblicato inizialmente nella omonima serie a strisce per poi passare, nel 1965, nel classico formato bonellide sulla collana Zenith Gigante. Sempre Sergio crea il personaggio di Mister No che esordisce nel 1975 su una propria collana omonima nell'ormai classico formato che contraddistingue le pubblicazioni della casa editrice, e destinato a una lunga e fortunata vita editoriale interrotta solo nel 2006. Nel 1961 la casa editrice pubblica anche Il giornale dei viaggi, collana avventurosa della durata di soli otto numeri. Sempre negli anni sessanta la Bonelli assume il trio di autori noto come EsseGesse che crea la serie del Comandante Mark, esordita nel 1966 e pubblicata ininterrottamente fino al 1990 raggiungendo un buon successo di vendite.
Altro successo della casa editrice è la collana Storia del West, una serie di genere western ideata da Gino D'Antonio pubblicata per la prima volta nel 1967 e ritenuta una delle migliori del periodo che ha consacrato il suo creatore come uno dei maestri del fumetto italiano. Nel 1974 esordisce la collana I protagonisti, interamente realizzata dal noto disegnatore Rino Albertarelli, nella quale si propone una cronaca realistica dell'epopea western narrata senza retorica e senza enfatiche invenzioni narrative. Nello stesso anno esordisce anche Ken Parker, personaggio creato da Giancarlo Berardi e Ivo Milazzo, come protagonista di un episodio auto-conclusivo all'interno della Collana Rodeo, per poi passare su una serie dedicata pubblicata da giugno 1977 dalla Cepim, nuova denominazione della casa editrice, e conclusa nel 1984 dopo 59 numeri per riprendere in modo non costante dal 1992 al 1996. Sempre come Cepim, dal 1976 al 1980, viene pubblicata la collana Un uomo un'avventura, una serie di volumi monografici, distribuiti solo nelle librerie e non in edicola, realizzati da autori di fama internazionale come Dino Battaglia, Bonvi, Guido Buzzelli, Guido Crepax, Milo Manara, Hugo Pratt e Attilio Micheluzzi.

### Anni ottanta e novanta
Dalla fine degli anni settanta si era incominciato a segnalare in Italia un progressivo calo delle vendite che divenne una vera e propria crisi nei primi anni ottanta; al fine di contrastare il trend negativo che aveva colpito anche la sua casa editrice, l'editore decise di proporre nuove pubblicazioni con contenuti e formati diversi dallo standard bonellide; nacquero quindi alcune nuove testate di genere molto diverso ma che ebbero tutte una breve vita editoriale come Full, una rivista simile a Il Monello, oppure l'edizione italiana della serie a fumetti di Indiana Jones della Marvel ma anche fumetti comici, come Doctor Beruscus o riviste di enigmistica come L'Enigmistica Illustrata; furono tutti tentativi di breve durata che non riscossero il successo sperato. In questa ottica nel 1982 l'editore rilevò la casa editrice L'Isola Trovata, fondata da Luigi Bernardi nel 1978, per pubblicare riviste e collane incentrate sul fumetto d'autore italiano come Orient Express e, dal 1984 al 1986, realizzerà una joint venture con la Dargaud, prestigiosa casa editrice francese, dando vita alle Edizioni Bonelli-Dargaud che pubblicherà riviste di fumetti come Pilot con opere di autori francesi e italiani oltre a volumi monografici di autori come Bilal.
Contemporaneamente vennero fatte esordire anche serie più conformi agli standard dell'editore come nuove serie western come Gil (1982) e Bella & Bronco (1984), anche queste però di effimera durata, e di ambientazione contemporanea come, nel 1982, Martin Mystère, e, nel 1986, Dylan Dog. La prima verrà poi vista dalla critica come il punto di passaggio tra le serie classiche della Bonelli come Tex, Zagor e quelle del nuovo corso che esordiranno negli anni successivi, come Nick Raider e Nathan Never, in quanto si allontana dallo stereotipo del fumetto popolare avvicinandosi alle pubblicazioni d'autore. La seconda, Dylan Dog, fu invece il grande successo che si stava cercando in quanto raggiunse poco dopo l'esordio una tiratura tale da renderlo uno dei fumetti italiani più venduti, oggetto di numerose ristampe e considerato un cult del fumetto italiano tradotto e pubblicato anche all'estero. Negli anni novanta, sull'onda del successo di Dylan Dog seguiranno altre serie di vario genere come le fantascientifiche Nathan Never, Legs Weaver e Jonathan Steele, i giallo/noir come Nick Raider, Julia - Le avventure di una criminologa e Napoleone e il western/horror Magico Vento.

### Anni 2000/2010
Nell'aprile 2000 esordisce Dampyr, serie a tema vampiresco ideata da Mauro Boselli e Maurizio Colombo. Nel maggio 2005 viene avviato l'esperimento delle miniserie con Brad Barron, ovvero serie dalla durata predeterminata sviluppate con l'intento di sondare nuove fasce di mercato e adottare un diverso tipo di fidelizzazione del lettore, abituato a serie virtualmente infinite come Tex e Dylan Dog. L'anno successivo l'esperimento prosegue con Demian e nell'ottobre del 2007 con Volto Nascosto. Il rinnovamento continua nel giugno del 2007 con i romanzi a fumetti o graphic novel con il personaggio di Dragonero con il quale parte un'altra iniziativa: i Romanzi a fumetti Bonelli, con cadenza annuale e albi di ampia foliazione, che contengono storie autoconclusive di varia ambientazione e genere. Il successo ottenuto da Dragonero (35 000 copie vendute) spinge la casa editrice ad accelerare la pubblicazione del secondo volume (Gli occhi e il buio), distribuito solo dopo quattro mesi e inaugurare una serie regolare con lo stesso personaggio nel 2013.
Sempre nel 2007 esordisce la prima collana a colori, Dylan Dog Color Fest, che rappresenta una forte innovazione per l'editore, uso a utilizzare i colori solo per albi commemorativi, tipicamente i numeri 100 e multipli e in occasione di importanti ricorrenze per le testate. Nel 2011 l'esperimento si estende anche ad altre serie come Nathan Never e Tex.

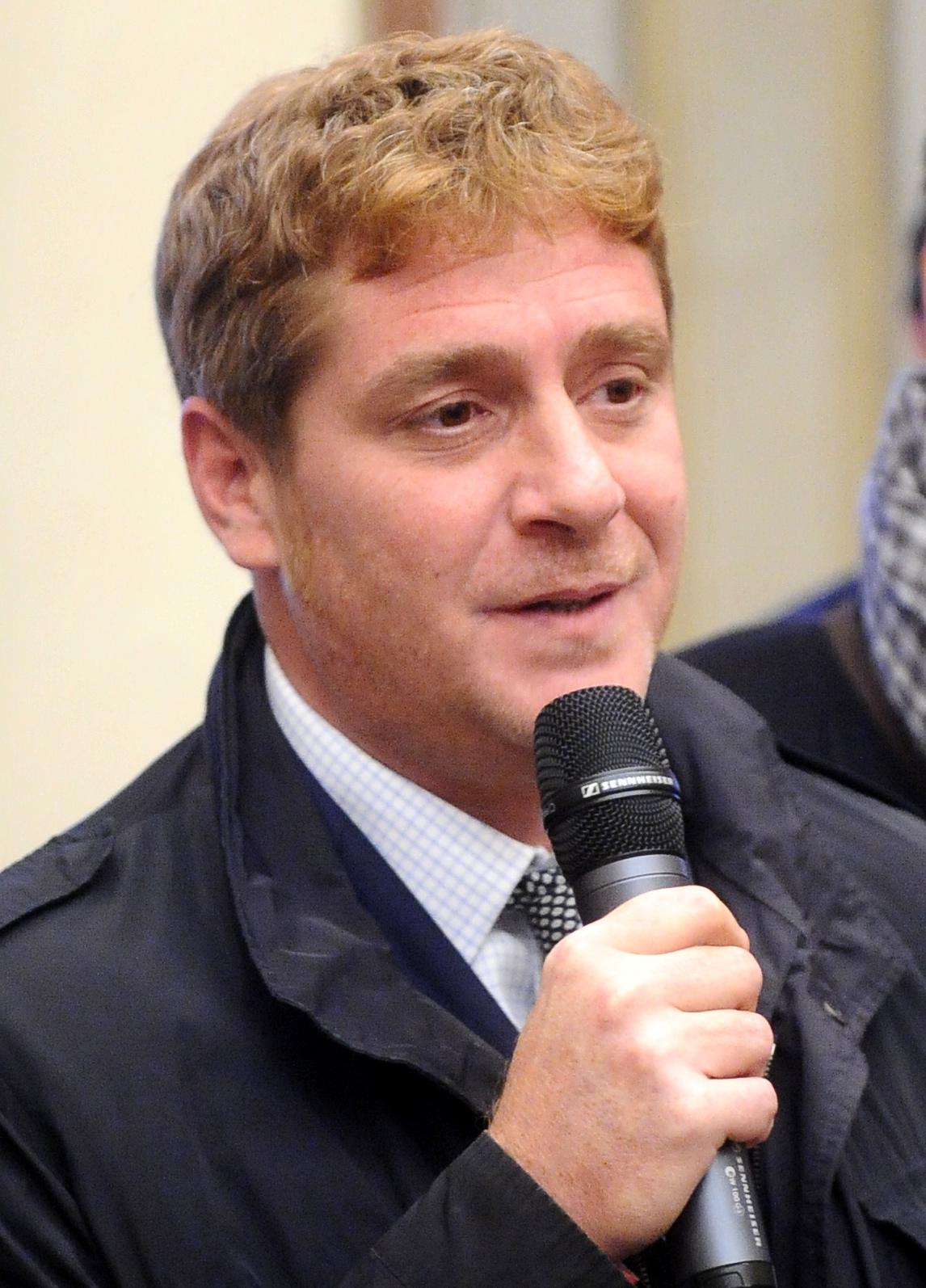
Davide Bonelli, direttore dal 2011

Sergio Bonelli, direttore generale della casa editrice dal 1957, muore il 26 settembre 2011 e viene sostituito nella carica dal figlio Davide Bonelli.

#### La nuova etichetta
Nel 2018 è stata inaugurata una nuova etichetta editoriale, Audace, nata per distinguere pubblicazioni dal taglio più maturo rispetto ai classici standard dell'editore. L'etichetta ha esordito con un volume distribuito in libreria, Cani sciolti – Sessantotto, contenente i primi due episodi della serie che avrebbe poi esordito a novembre dello stesso anno.

## Cinema e televisione
Prima trasposizione cinematografica dei propri personaggi fu Tex e il signore degli abissi del 1985 diretto da Duccio Tessari. Il film, dopo una gestazione di un ventennio, avrebbe dovuto essere l'episodio pilota di una serie televisiva che non venne però mai realizzata, e si rivelò un flop che venne giudicato una pessima trasposizione del fumetto. Nel 2011 venne prodotto il film Dylan Dog - Il film diretto da Kevin Munroe e ritenuta una trasposizione poco fedele al fumetto (la casa editrice di Milano non ha collaborato alla produzione della pellicola) e non riuscì a riscuotere successo al botteghino o presso la critica.
Nel settembre 2014, con una conferenza stampa in diretta streaming sul proprio canale YouTube ufficiale presso il BluNote di Milano, il proprietario Davide Bonelli, il direttore editoriale Mauro Marcheselli ed il capo redattore centrale Michele Masiero, annunciano pubblicamente di aver assunto Vincenzo Sarno, in precedenza produttore nei canali tv del gruppo DeAgostini Editore, in qualità di produttore esecutivo e responsabile dello sviluppo multimediale e librario. Compito di Sarno è creare un dipartimento rivolto a co-produzioni multimediali di film, telefilm, serie animate e videogiochi e fare in modo che la casa editrice pubblichi direttamente i propri fumetti nel mercato delle librerie senza più attivare contratti di licenza con altri editori (a differenza di quanto accaduto negli anni precedenti). La prima produzione realizzata interamente dalla casa editrice avviene nell'ottobre del 2014 con la serie tv di Orfani, realizzata in tecnica motion comics su Rai4. Produttori esecutivi della serie sono Vincenzo Sarno, Antonio Navarra e Giovanni Mattioli, alla regia Armando Traverso.  Nel 2017 esce Monolith, primo film co-prodotto da Sergio Bonelli Editore insieme a Sky Cinema e Lock & Valentine; produttori esecutivi sono Davide Luchetti, Nils Hartmann e Vincenzo Sarno, contemporaneamente viene sviluppata l'omonima graphic novel di Roberto Recchioni, Mauro Uzzeo e Lorenzo "LRNZ" Ceccotti.
Nel 2015 viene annunciata, in collaborazione con Rai Fiction, la realizzazione di una serie animata basata sulle avventure giovanili dei protagonisti della serie Dragonero Adventures.. In occasione di Cartoons on the Bay 2017 vengono mostrate le prime sequenze animate in anteprima assoluta mentre a Lucca Comics del 2017 viene mostrato l'episodio pilota della serie. Gli episodi della prima stagione sono ventisei e tutti i soggetti vengono realizzati dagli autori della serie mentre il lavoro grafico di riferimento è stato realizzato da Riccardo Crosa e Luca Genovese. Mauro Uzzeo, Giovanni Masi e Federico Rossi Edrighi si occupano delle sceneggiature degli episodi basate su soggetti creati ad hoc da Stefano Vietti e Luca Enoch. Alla realizzazione della serie animata partecipano anche investitori esteri con l'intenzione di trasmettere la serie anche al di fuori dell'Italia. Il 26 marzo 2020 viene ufficialmente annunciata, da parte di Rai e Sergio Bonelli Editore, la produzione della prima stagione composta da 26 episodi di 26 minuti l’una. Produttori esecutivi della serie sono Vincenzo Sarno, Antonio Navarra e Giovanni Mattioli, regista Enrico Paolantonio, la casa di produzione è la stessa Sergio Bonelli Editore.
Nel 2019, nasce Bonelli Entertainment, braccio produttivo della casa editrice dedito allo sviluppo di trasposizioni cinematografiche e televisive, con l'idea di sviluppare un vero e proprio universo narrativo su modello del Marvel Cinematic Universe, chiamato Bonelli Cinematic Universe. A dirigere le attività sono Michele Masiero in qualità di direttore editoriale, Simone Airoldi e Davide Bonelli in qualità di direttori generali e Vincenzo Sarno in qualità di responsabile dello sviluppo e produttore esecutivo. I primi passi per lo sviluppo di questo nuovo ambizioso progetto sono la produzione di una serie televisiva denominata Il Confine (in collaborazione con Lucky Red), di un film dedicato al personaggio Dampyr e di una trasposizione televisiva di Dylan Dog in collaborazione con James Wan e la sua casa di produzione, la Atomic Monster, dopo che Bonelli ha riacquistato i diritti di sfruttamento del personaggio da Hyde Park Entertainment.

### Filmografia
| Film                          | Studio di produzione                                  | Data di uscita originale | Data di uscita italiana | Regia             | Sceneggiatura                                                | Produttori                                       | Stato       |
| ----------------------------- | ----------------------------------------------------- | ------------------------ | ----------------------- | ----------------- | ------------------------------------------------------------ | ------------------------------------------------ | ----------- |
| Tex e il signore degli abissi | Rai, Cinecittà                                        | 6 settembre 1985         | 6 settembre 1985        | Duccio Tessari    | Gianfranco Clerici, Marcello Coscia, Duccio Tessari          | Enzo Porcelli                                    | Distribuito |
| Dylan Dog - Il film           | Platinum Studios                                      | 29 aprile 2011           | 16 marzo 2011           | Kevin Munroe      | Thomas Dean Donnelly, Joshua Oppenheimer                     | Scott Mitchell Rosenberg                         | Distribuito |
| Monolith                      | Sergio Bonelli Editore, Sky Italia e Lock & Valentine | 12 agosto 2017           | 12 agosto 2017          | Ivan Silvestrini  | Mauro Uzzeo, Elena Bucaccio, Stefano Sardo, Ivan Silvestrini | Vincenzo Sarno, Nils Hartmann, Davide Luchetti   | Distribuito |
| Dampyr                        | Sergio Bonelli Editore, Eagle Pictures, Brandon Box   | 28 ottobre 2022          | 28 ottobre 2022         | Riccardo Chemello | Mauro Uzzeo, Giovanni Masi, Alberto Ostini                   | Vincenzo Sarno, Andrea Sgaravatti, Roberto Proia | Distribuito |

### Animazione
- Martin Mystère (2003), prodotta in Francia dalla Marathon Production.
- Orfani (2014), prodotta da Sergio Bonelli Editore e Rai.
- Dragonero - I Paladini (2021), prodotta da Sergio Bonelli Editore e Rai.

### Televisione
- The Editor Is In (2016), prodotta da Sergio Bonelli Editore, Sky Arte HD e Tiwi.

## Elenco dei personaggi e delle testate
Anni quaranta
- Furio Almirante (1941, pubblicato su L'Audace, su Audace e su altre testate)[119]
- Capitan Fortuna (1941, pubblicato su alcuni supplementi de L'Audace[120] e nella collana Albi d'Oro Audace[121][122])[119]
- Orlando Invincibile (1941, pubblicato su alcuni supplementi de L'Audace[120] e nella collana Albo d'Oro Audace[123])[119]
- I conquistatori dello spazio (1943, pubblicato su L'Audace e nella collana Albi dell'Audacia[124] e Albo d'Oro Audace[123])[125][119]
- Pompeo Bill (1943, pubblicato su L'Audace)[119][126]
- Ipnos (1946-1948, pubblicato sulla collana Gli Albi del Mistero)[127][119]
- Il giustiziere del West (1947-1948, 11 numeri, pubblicato su Albo d'Oro Audace[128] e Collana Ragno d'Oro[129])[119]
- Frisco Bill (1948, Edizioni Audace, 32 numeri, settimanale, pubblicato su Collana Arcobaleno)[130][119]
- Serie d'Oro Audace (Occhio Cupo, 1948-1949, Casa Editrice Audace, 12 numeri, quindicinale)[131][119]
- La pattuglia dei senza paura (1948-1949; Casa Editrice Audace, 24 numeri, settimanale)[132][119]
- Collana del Tex (1948-1967, Edizioni Audace - Edizioni Araldo, 973 numeri divisi in 36 serie, settimanale)[133][119]
- Mani in alto! (1949-1950, Casa Editrice Audace, 64 numeri in due serie, formato albo d’oro la prima serie e a strisce la seconda, settimanale)[31][119]
- Plutos (1949-1950, Casa Editrice Audace, 32 numeri, formato a strisce, settimanale)[134][119]

Anni cinquanta
- Red Carson (1950, pubblicato su Collana Zenit anche come Lo sceriffo di ferro)[35][135][136][137][138]
- L'uomo ombra (1950, pubblicato nella Collana Aquila)[35][139]
- Buffalo Bill (1951, pubblicato nella Collana Zenit)[35][140]
- Gordon Jim (1952, pubblicato nella Collana Zenit)[141]
- I tre Bill (1952, pubblicato nella Collana Zenit)[35][141]
- Poker (1952)[35]
- Yuma Kid (1953, pubblicato nella Collana Arco)[35][142]
- Il cavaliere nero (1953)[35]
- Rio Kid (1953, noto anche come Il Cavaliere del Texas, pubblicato nella Collana Zenit)[35][141]
- Za La Mort (1953, pubblicato nella Collana Arco)[35][142]
- Il sergente York (1954, pubblicato nella Collana Zenit)[35][141]
- El Kid (1956, pubblicato nella Collana Arco)[35][142]
- Cherry Brandy Racconta (1956, pubblicato nella Collana Arco)[35][142]
- Hondo (1956, pubblicato nella Collana Zenit)[35][141]
- Terry (1956, pubblicato nella Collana Arco)[35][142]
- Big Davy (1957, pubblicato nella Collana Arco)[35][142]
- Kocis (1957)[35]
- La pattuglia dei bufali (1957, pubblicato nella Collana Arco)[35][142]
- Yado (1957, in appendice alle strisce di Tex)[35]
- Rocky Star (1957, pubblicato nella Collana Arco)[35][142]
- Silver Squik (1957, in appendice a Kocis)[35]
- Collana Frontiera (1958-1962)
- Tex Gigante (1958 - in corso; Edizioni Audace, Edizioni Araldo, Editoriale Daim Press, Sergio Bonelli Editore, bimestrale e poi mensile)[35][143]
- Un ragazzo nel Far West (1958)[35]
- Il piccolo ranger (1958)[35]
- Giubba Rossa (1959)[35][144]
- Joe Bretella (1959, in appendice all'edizione quindicinale di Tex)[35]

Anni sessanta
- Yor (1961)
- Zagor (1961)
- Vita dura per gli sceriffi (in appendice a Zagor, 1961)[146]
- Capitan Tuono (1962)
- I tre marines (1962)
- Il giudice Bean (1963)
- Ringo (1963)
- Lobo Kid (1964)
- Oliver Bold (1964)
- Magnus (1965)
- Doctor Solar (1965)
- Il comandante Mark (1966)
- Alan Mistero (1966)
- Gun Flint (1966)
- Red Buck (1966)
- Collana Rodeo (1967)
- Storia del West (1967)

Anni settanta
- I protagonisti (1974)
- Mister No (1975)
- Akim (1976)
- Un uomo, un'avventura (1976)
- Ken Parker (1977)
- Judas (1979)

Anni ottanta
- Gil (1982)
- Martin Mystère (1982)
- Kerry Il Trapper (1983)
- Bella e Bronco (1984)
- Dylan Dog (1986)
- Tutto West (1987)
- Nick Raider (1988)

Anni novanta
- Nathan Never (1991)
- Zona X (1992)
- Collana Almanacchi (1993)
- Ken Parker Magazine (1994)
- Legs Weaver (1995)
- Agenzia Alfa (1997)
- I grandi comici del fumetto (1997)
- Magico Vento (1997)
- Napoleone (1997)
- Brendon (1998)
- Julia - Le avventure di una criminologa (1998)
- Gea (1999)
- Jonathan Steele (1999)

Anni 2000
- Dampyr (2000)
- Gregory Hunter (2001)
- Brad Barron (2005)
- Demian (2006)
- Romanzi a fumetti Bonelli (2007)
- Volto Nascosto (2007)
- Jan Dix (2008)
- Lilith (2008)
- Caravan (2009)
- Greystorm (2009)

Anni 2010
- Cassidy (2010)
- Shanghai Devil (2011)
- Saguaro (2012)
- Le storie (2012)
- Dragonero (2013, prima nella serie Romanzi a fumetti Bonelli e poi serie autonoma)
- Orfani (2013)
- Lukas (2014)
- Adam Wild (2014)
- Morgan Lost (2015)
- Martin Mystère – Le Nuove Avventure a Colori (2016)
- Bonelli Kids (2017, facente parte della linea "Bonelli Young")
- Mercurio Loi (2017, prima nella collana Le storie e poi serie autonoma)
- Il commissario Ricciardi (2017, facente parte della serie Romanzi a fumetti Bonelli)
- Dragonero Adventures (2017, facente parte della linea "Bonelli Young")
- 4 Hoods (2017, facente parte della linea "Bonelli Young")
- Creepy Past (2017, facente parte della linea "Bonelli Young")
- Senzanima (2017, facente parte dell'etichetta "Audace")
- Deadwood Dick (2018, facente parte dell'etichetta "Audace")
- Cani sciolti (2018, facente parte dell'etichetta "Audace")
- Mister No Revolution (2018, facente parte dell'etichetta "Audace")
- Chanbara (2018)
- I Bastardi di Pizzofalcone (2019, facente parte della serie Romanzi a fumetti Bonelli)
- Darwin (2019, facente parte dell'etichetta "Audace")
- Martin Mystère – Le Nuove Avventure a Colori, Seconda serie (2019)
- Il Confine (2019, facente parte dell'etichetta "Audace")
- Mister No - Le nuove avventure (2019)
- Magico Vento - Il Ritorno (2019)
- Odessa (2019)
- Anni 2020
- Magico Vento - Guerre Apache (2023)

## Pubblicazioni

### In corso di pubblicazione
- Tex (da settembre 1948)
- Zagor (da giugno 1961)
- Martin Mystère (da aprile 1982)
- Dylan Dog (da ottobre 1986)
- Nathan Never (da giugno 1991)
- Brendon (da giugno 1998 a dicembre 2014 serie regolare bimensile, da luglio 2016 speciali annuali)
- Julia - Le avventure di una criminologa (da ottobre 1998)
- Dampyr (da aprile 2000)
- Romanzi a fumetti Bonelli (da giugno 2007)
- Le storie (da ottobre 2012)
- Dragonero (da giugno 2013)
- Orfani (da ottobre 2013 a giugno 2018 serie regolare mensile, da luglio 2018 speciali annuali)
- Morgan Lost (da ottobre 2015)
- Il commissario Ricciardi (da novembre 2017 nella serie Romanzi a fumetti Bonelli)
- Tex Willer (da novembre 2018)

Audace:
- Senzanima (da novembre 2017)
- Il Confine (da novembre 2019)
- La Divina Congrega (da novembre 2021)
- Nero (da dicembre 2021)
- Simulacri (da novembre 2022)
- Eternity (da novembre 2022)
- Mr. Evidence (da novembre 2022)

### Concluse

#### Serie
- L'Audace (1941-1944)[11]
- Albo d'oro Audace (1943-1945)[16]
- Audace (1945-1948)[152]
- Mani in alto! (1949-1950)[31]
- Collana Arco (1953-1958)[142]
- Il cavaliere nero (1953-1954)[153]
- Avventure del West (da aprile 1954 a gennaio 1960)
- Piccolo Ranger (da maggio 1954 a febbraio 1985)
- Collana Audace (1957-1971, contenente le serie Kocis e Piccolo Ranger)[154]
- Gli Albi del Cow-Boy (1963-1985, contenente le serie Giudice Bean e Piccolo Ranger)[155]
- Comandante Mark (da settembre 1966 a gennaio 1990)
- Storia del West (dal 1967 al dicembre 1980)
- I protagonisti (da settembre 1974 a giugno 1975)
- Mister No (da giugno 1975 a dicembre 2006)
- Akim (da giugno 1976 a maggio 1980)
- Un uomo un'avventura (da novembre 1976 a novembre 1980)
- Ken Parker (da giugno 1977 a maggio 1984; nuova serie dal 1996)
- Judas (da settembre 1979 a dicembre 1980)
- Gil (da giugno 1982 a aprile 1983)
- Full (1983)
- Bella & Bronco (da luglio 1984 a ottobre 1985)
- Pilot (1984-1985)
- Nick Raider (da giugno 1988 a gennaio 2005)
- Zona X (da maggio 1992 a marzo 1999)
- Collana Almanacchi (da luglio 1993 a febbraio 2015)
- Legs Weaver (da gennaio 1995 a ottobre 2005) e vari spinoff
- I Grandi Comici del Fumetto (da maggio 1997 a maggio 2000)
- Magico Vento (da maggio 1997 a settembre 2010)
- Napoleone (da settembre 1997 a luglio 2006)
- Jonathan Steele (da aprile 1999 a luglio 2004; da agosto 2004 venne continuato dalla Star Comics)
- Gregory Hunter (da marzo 2001 a agosto 2002)
- Leo Pulp (da giugno 2001 a giugno 2007)
- Saguaro (da giugno 2012 a aprile 2015)
- Adam Wild (da ottobre 2014 a novembre 2016)[156]
- 4 Hoods (da marzo 2018 a agosto 2018)
- Mercurio Loi (da giugno 2017 a marzo 2019)
- Creepy Past (da maggio 2018 a ottobre 2018)
- Odessa (da maggio 2019 a aprile 2021)

#### Miniserie
- Gea (da luglio 1999 a novembre 2007, 18 albi)
- Brad Barron (da maggio 2005 a ottobre 2006, 18 albi)
- Demian (da marzo 2006 a ottobre 2007, 18 albi)
- Volto Nascosto (da ottobre 2007 a novembre 2008, 14 albi)
- Jan Dix (da maggio 2008 a luglio 2010, 14 albi)
- Lilith (da novembre 2008 a giugno 2017, 18 albi)
- Caravan (da giugno 2009 a maggio 2010, 12 albi)
- Greystorm (da ottobre 2009 a settembre 2010, 12 albi)
- Cassidy (da maggio 2010 a ottobre 2011, 18 albi)
- Shanghai Devil (da ottobre 2011 a marzo 2013, 18 albi)
- Lukas (da marzo 2014 a febbraio 2016, 24 albi)[157]
- Coney Island (da marzo 2015 a maggio 2015, 3 albi nella serie Romanzi a fumetti Bonelli)
- Tropical Blues (da giugno 2015 ad agosto 2015, 3 albi nella serie Romanzi a fumetti Bonelli)
- Hellnoir (da ottobre 2015 a gennaio 2016, 4 albi nella serie Romanzi a fumetti Bonelli)
- Ut (da aprile a settembre 2016, 6 albi nella serie Romanzi a fumetti Bonelli)
- Martin Mystère – Le Nuove Avventure a Colori (da ottobre 2016 a ottobre 2017, 12 albi)
- Dragonero Adventures (da novembre 2017 a ottobre 2018, 12 albi)
- Magico Vento, il ritorno (da luglio 2019 a ottobre 2019, 4 albi)
- Martin Mystère – Le Nuove Avventure a Colori, Seconda serie (da ottobre 2019 ad aprile 2020, 7 albi)
- Mister No - Le Nuove Avventure (da luglio 2019 ad agosto 2020, 14 albi)
- Nick Raider - Le Nuove Indagini (da novembre 2021 ad agosto 2022, 10 albi)
- Magico Vento - Guerre Apache (da ottobre 2023 a dicembre 2023, 3 albi)

Audace:
- Deadwood Dick (da luglio 2018 a gennaio 2019)
- Cani sciolti (da novembre 2018 a dicembre 2019)
- Mister No revolution (da dicembre 2018 a maggio 2019)
- Darwin (da giugno 2019 a gennaio 2020)
- K-11 (da novembre 2019 a luglio 2021)
- Attica (da novembre 2019 a maggio 2020)

### Edizioni L'Isola Trovata
- Orient Express (1982-1985, 30 volumi, rivista contenitore fondata da Luigi Bernardi che pubblica opere come Lo Sconosciuto di Magnus, Big Sleeping di Daniele Panebarco e autori come Franco Saudelli, Giancarlo Berardi, Renzo Calegari e Ivo Milazzo);[64]
- I Protagonisti (1983-1986, 17 volumi, collana contenitore presenta storie di autori italiani in parte già pubblicati su Orient Express;[158]
- Collana West (1983-1988, 31 volumi, collana monografica con le ristampe a colori di Ken Parker, Welcome to Springville, Storie del West già apparse su Lanciostory);[159]
- Albi di Orient Express (1983-1990, 51 volumi, collana contenitore con personaggi e racconti già presentati su altre riviste come Orient Express, Comic Art, L'Eternauta, Il Giornalino e in parte inediti);[160][161]
- Erotica (1983, volume unico, raccoglie opera completa di Vaughn Bodé);[162]
- Gli albi di Pilot (1984-1988, 42 volumi, collana contenitore con alcune serie di albi monografici di produzione francese pubblicati prima come Edizioni Bonelli-Dargaud);[163]
- Indiana Jones (1985-1986, 11 volumi, traduzione italiana dell’omonima serie americana pubblicata dalla Marvel);[164]
- I Fumetti del Doctor Beruscus (1986, 4 volumi, serie di Alfredo Castelli e Aldo Rami con disegni di Daniele Fagarazzi ispirata al programma televisivo Drive In).[165]

### Saggistica
- America (1971-1977) Serie di libri monografici sulla storia americana

## Videogiochi
- Martin Mystère - Operazione Dorian Gray (2005), avventura grafica sviluppata da Artematica,
- Martin Mistery: Monster Invasion (2008), sviluppato da Ubisoft e basato sulla serie animata.
- Julia: Innocent Eyes (2010), avventura grafica sviluppata da Artematica.